# Kemilin
Kemilin is een bestuurslaag in het regentschap Pringsewu van de provincie Lampung, Indonesië. Kemilin telt 2099 inwoners (volkstelling 2010).